# عبد الله بن لويحان
عبد الله بن عبد الرحمن بن عبد الله بن عثمان بن لويحان العنقري التميمي (1308-1402هـ) شاعر، والدته من عائلة الشاعر عبد الله بن سبيل، وعديله الشاعر سليمان بن شريم. له محاورات مع شعراء عصره كسليمان بن شريم، وأحمد الأزوري، ومحمد بن حصيص، وأحمد الناصر، وصقر النصافي، وغيرهم الكثير.
عاش في الدوادمي، ثم انتقل إلى الكويت لطلب الرزق، وعمل في الغوص لمدة عشر سنوات تقريبًا ثم عاد إلى نجد وامتهن مهنة الزراعة في بلدة الشعراء، ثم انتقل لمدينة عنيزة وعمل في تجارة الإبل، بعد ذلك انتقل إلى مكة المكرمة واستقر في حي الشامية.
وأشهر بيت فيه حكمة لعبد الله بن لويحان يردده الناس:
الحنظلة لو هي على شاطئ النيل 
زادت مرارتها القديمة مرارة.

## سبب تسميته ب «لويحان»
ينقل سعد الخويطر عن والده علي بن إبراهيم الخويطر الذي تربطه علاقة قوية بـ «لويحان»، أن سبب تسميته بهذا الاسم أطلقت أصلاً على أحد أجداده المباشرين من العناقر من بني سعد بن زيد مناة من بني تميم، وكان في بحبوحة من العيش وكان كريمًا في الوقت نفسه وكان يلوح لعابري السبيل راجلين أو على ظهور الإبل، كان يلوح بكم ثوبه «المرودن» لاستضافتهم وإكرامهم وأخذ أخبارهم وكانوا يختصرون اسمه بـ «لويحان». والعناقر عشيرة أمراء وشعراء وفرسان وكرم في نجد يتفرع منهم آل خنيفر أمراء ثرمداء حتى الآن، وآل معمر أمراء العيينة، وآل أبوعليان مؤسسي مدينة بريدة وأمراء القصيم سابقاً لثلاث قرون، وآل غنام أمراء جنوبية سدير.

## سيرته
انتقل إلى بريدة في حدود سنة 1341هـ بدافع وإغراء من عديله (سليمان بن ناصر الشريم)، حيث ألح عليه بالنزوح إليها لأن ابن شريم كان يسكنها في ذلك العهد، وتشير مصادر موثوقة إلى أن هناك (صلة قرابة) بين الشاعرين تتمثل في أن زوجتيهما أختان. حين حضر إلى بريدة كان لا يملك من المال أجرة السكن الذي يأوي إليه فعرض عليه عديله السكن معه في منزله مؤقتًا ريثما تتحسن أموره، فرفض لويحان طلبه خشية مضايقته داخل بيته فلما لم يمتثل لقبول عرضه أمسك بيده وذهب به إلى (جردة بريدة)، وهي سوق شعبي كبير للحاضرة والبادية، فاشترى له (بيتا من الشعر) ثم حملاه إلى موقع قريب أرض فضاء شرق. وفي بريدة تعرف على الكثيرين من أهلها واختلط بشعرائها حيث مهد له السبيل سليمان بن شريم لأنه سبقه في معرفة الناس، فأخذت المجالس والندوات الليلية تعقد بصفة دورية كل ليلة يجتمعون في بيت واحد منهم وكانوا يسمون مثل هذه الجلسات الدورية (راتب) لأنها مرتبة بالتناوب، أما في فصل الصيف فيستحب أن تعقد هذه الجلسات في جو هادئ وعلى الهواء الطلق (فوق رأس نفود) بين بريدة وعنيزة. انتصر على جميع الشعراء في جردة بريدة الذين لعبوا وترادوا معه كأمثال: ابن شريم، والظاهري وغيرهم. يقال انه في ليلة من الليالي ذهب أحد الجمهور لرجل كفيف يقال له ابن حصيص وضرب عليه الباب وطلب منه أن يأتي ويراد الشاعر لويحان ليغلبه، فلما جاء إلى ملعب المراد فبدأ ابن حصيص بالهجوم على لويحان ببيت من الشعر مباشرة حيث قال:
فرد عليه لويحان بالحال:
فقال له الشاعر الكفيف ابن حصيص: «اشهد بالله انك شاعر» وكررها ثلاثاً.

## ردية بين الملك فيصل وعبد الله بن لويحان
قال لويحان:
فقال الملك فيصل:
قال لويحان:
فقال الملك فيصل:
وفي ردية ثانية بين الملك فيصل واللويحان
قال الملك فيصل:
قال لويحان:
قال الملك فيصل:
قال لويحان:
قال الملك فيصل:
قال لويحان:
قال الملك فيصل:
قال لويحان:
وفي ردية ثالثة بين الملك فيصل واللويحان
قال لويحان:
فقال الملك فيصل:
فقال لويحان:
فقال الملك فيصل:
فغيّر الملك فيصل الطاروق بطاروق فريد وغريب من نوعه:
خفا ما على مثل خفا
ولو كان بتخفونها
اعرف القصير امن الطويل
عسى القصر يكهل من بناه
وفا اللوح ولا ما وفا
لزا شدها يمتونها
انا ما ادعيك بلا دليل
ولا اضرب طواريق الفلاة
فقال لويحان:
طفا سوها عني طفا
مقالات لا تحيونها
تسامح عسى عمرك طويل
ومن جاز له درب مشاه
صفا الوقت ولا ما صفا
صعيبات وأقصر دونها
سبب حملهم حملٍ ثقيل
ولا كل من شاله قواه

## من أشعاره
مما قاله الشاعر في الحث على مرافقة الأخيار، واكتساب الصفات الجميلة منهم التي تعود بالفائدة والصلاح:
ومن أشهر قصائده التي قالها بأسلوب السهل الممتنع:
ومن أبيات الحكمة التي يقصد بها الشاعر الأهداف السامية والنبيلة، وكذلك انتقاؤه للعبارات المفيدة والمؤثرة التي تدل على تجاربه في الحياة:
ومن أشعاره الغزلية هذه القصيدة التي تدل على شموخ الشاعر وكبريائه وعزّة النفس، كما تفنن في انتقاء مفرداتها، واختيار الصور الشاعرية الرائعة، والمليئة بالشجن والحنين والوجد

## وفاته
عندما فاجأه المرض أمر الأمير سلطان بن عبد العزيز بنقله بطائرة الإخلاء الطبي إلى المستشفى العسكري بمحافظة الطائف، حيث توفي عام 1402هـ عن عمر يناهز تسعين عاماً.